# アンタなんてお断り!
『アンタなんてお断り!』（アンタなんておことわり）は、杉山美和子による日本の漫画作品。『ChuChu』（小学館）にて2007年12月号から2008年3月号にかけて連載された。

## あらすじ
「若葉寮」通称「変人館」に入寮した小倉結衣は成瀬薫と出会う。成瀬薫は大好きだった拓馬にいちゃんの結婚相手にフラレていた。そんな薫と同室になってしまい、結衣は寮を出ようとするが、お金がなくて断念。優勝賞金10万円を懸けた卓球大会で優勝するが、その副賞として新寮長に就任する羽目になる。

## 登場人物
小倉 結衣（おぐら ゆい）
親戚のお兄ちゃん拓馬に恋をしていたが、結婚して同居をすすめられ、一緒に住むのが嫌で「若葉寮」に入寮する。
成瀬 薫（なるせ かおる）
「若葉寮」の寮長。結衣のルームメイト。
三上田 幸四郎（みかみだ こうしろう）
「若葉寮」の副寮長。

## 書誌情報
- 杉山美和子 『アンタなんてお断り!』 2008年5月30日初版発行、ISBN 978-4-09-131716-2
  - 読みきり作品「いけない恋のススメ」を併録[1]。